# آهوماش مصری
آهوماش مصری (نام علمی: Lotus schoelleri) نام یک گونه از سرده آهوماش است. سرده آهوماش در ایران ده گونه گیاه علفی یکساله و چند ساله دارد.